# Cine Rivoli
El Cine Rívoli era una sala d'exhibició cinematogràfica i estava ubicada a l'Avinguda de la Meridiana de Barcelona, a la cantonada amb el carrer de Josep Estivill. De fet, comptava amb dos accessos: el principal a Josep Estivill, i un altre de secundari per la Meridiana.
Formà part de l'entramat de sales d'exhibició de la Cadena Balañá i funcionà, durant la major part del temps que va estar en actiu, com a sala de reestrena amb sessió doble i emissió del NO-DO. Tenia una capacitat per a un total de 1486 espectadors, distribuïts en 1103 butaques de platea i 383 d'amfiteatre.
Es va inaugurar el 14 de juliol de 1969 amb una sessió doble de Las Vegas, 500 millones i Ringo e Gringo contro tutti (estrenada com Héroes a la fuerza). Durant els últims anys de la seva activitat passà a ser cinema d'estrena fins a la seva clausura definitiva com a sala de projecció el 13 de setembre de 1995 amb el visionat de Jutge Dredd.
Després de tancar, la Cadena Balañá vengué la sala a la Comunidad Cristiana del Espíritu Santo, la qual feu ús de l'espai com a centre de culte fins que es van iniciar unes investigacions per part de la Generalitat amb relació a les seves activitats relatives a la doctrina i la captació d'adeptes, sospitoses de ser il·legals. Actualment, al local hi ha un supermercat de la cadena Mercadona.